# Reichsanstalt für Erdbebenforschung
Die Reichsanstalt für Erdbebenforschung war eine Forschungseinrichtung für Seismologie in Jena. Im Jahre 1900 wurde im Keller des physikalischen Institutes in Jena eine seismologische Station in Betrieb genommen. Seitdem wurden in Jena Seismographen entwickelt. Am 4. September 1923 erfolgte die Institutsgründung als „Reichsanstalt für Erdbebenforschung mit dem Sitz in Jena“. Nach dem Zweiten Weltkrieg am 1. Oktober 1945 wurde die Reichsanstalt an die Friedrich-Schiller-Universität Jena angegliedert. Im Oktober 1946 erfolgte dann die Unterstellung an die Akademie der Wissenschaften der DDR und die Umbenennung in Zentralinstitut für Erdbebenforschung. 1968 wurde das Institut im Zentralinstitut für Physik der Erde eingegliedert. Im Oktober 1992 erfolgte an dem Standort in Jena eine Neugründung des Instituts für Geowissenschaften der Friedrich-Schiller-Universität Jena.